# Rai Scuola

Rai Scuola – naukowa, włoska stacja telewizyjna należąca do spółki Radiotelevisione italiana.

## Historia Rai Scuola
Rai Scuola wystartowało 1 października 2000 roku jako Rai Educational Uno. 2 lutego 2009 roku usunięto z nazwy cząstkę „Uno”, a 19 października 2009 roku przekształcono nazwę Rai Edu w Rai Scuola.